# Simon Willson
Simon Willson (* um 1995 in Chile) ist ein chilenischer, in den Vereinigten Staaten arbeitender Jazzmusiker (Kontrabass) des Modern Jazz.

## Leben und Wirken
Wilsson beschloss nach einem Vorbereitungskurs an der Escuela Moderna de Music in Santiago de Chile, sein Musikstudium in den USA fortzusetzen und absolvierte 2015 einen Bachelorstudiengang am New England Conservatory in Boston. Seit seinem Umzug nach New York City im August 2017 arbeitete und tourte er mit verschiedenen Künstlern in Europa, den USA und Südamerika. Er hat als Sideman mit einer Reihe relevanter Jazzmusiker wie Ethan Iverson, Steve Cardenas, Steve Cardenas, Steve Cardenas, Jim Black, Jason Palmer, George Garzone, Frank Carlberg und Noah Preminger gearbeitet. Zusätzlich zu seiner Arbeit als Begleitmusiker ist er Co-Leiter der Bands Great on Paper, Family Plan und Earprint. Mit letzterer gewann er 2016 in der Kategorie „Bestes Debütalbum“ den NPR Music Jazz Critics Poll. Erste Aufnahmen entstanden mit Anthony Coleman, ferner mit Great On Paper und Eraprint. 2021 spielte er im Trio mit Ethan Iverson und Vinnie Sperrazza.

## Diskographische Hinweise
- Anthony Coleman (The End of Summer, Tzadik, 2013)
- Great On Paper (Endectomorph, 2015), mit Kevin Sun, Isaac Wilson, Robin Baytas
- Earprint (Endectomorph, 2016), mit Tree Palmedo, Kevin Sun, Dor Herskovits
- Jason Palmer: At Wally’s Volume 2 (2018)